# Persone di nome Niklas
| Questa pagina contiene informazioni ricavate automaticamente dalle voci biografiche con l'ausilio del template Bio e di un bot. L'aggiornamento è periodico e automatico e ricostruisce completamente la pagina. Se manca una persona in questa lista, sei pregato di non aggiungerla, ma accertati piuttosto che la sua voce biografica contenga il template Bio e che i dati anagrafici siano correttamente compilati. Se il template Bio manca, inseriscilo tu stesso o, in alternativa, metti l'avviso {{tmp\|Bio}} che ne segnala la mancanza. Se i dati riportati sono sbagliati, correggi direttamente la voce biografica; le modifiche saranno visibili in questa lista entro pochi giorni. Per chiarimenti vedi il progetto antroponimi. La lista contiene solo le 73 persone che sono citate nell'enciclopedia e per le quali è stato implementato correttamente il template Bio. Pagina aggiornata al 16 ott 2024. |

Questa è una lista di persone presenti nell'enciclopedia che hanno il prenome Niklas, suddivise per attività principale.

## Allenatori di calcio(1)
- Niklas Hoheneder, allenatore di calcio e ex calciatore austriaco (Linz, n. 1986)

## Allenatori di hockey su ghiaccio(1)
- Niklas Sundblad, allenatore di hockey su ghiaccio e ex hockeista su ghiaccio svedese (Stoccolma, n. 1973)

## Attori(2)
- Niklas Falk, attore svedese (Göteborg, n. 1947)
- Niklas Kohrt, attore tedesco (Luckenwalde, n. 1980)

## Biatleti(1)
- Niklas Hartweg, biatleta svizzero (Karlsruhe, n. 2000)

## Calciatori(26)
- Niklas Backman, ex calciatore svedese (Västerås, n. 1988)
- Niklas Beck, calciatore liechtensteinese (Vaduz, n. 2001)
- Niklas Vesterlund, calciatore danese (Copenaghen, n. 1999)
- Niklas Castro, calciatore cileno (Oslo, n. 1996)
- Niklas Dahlström, calciatore svedese (n. 1997)
- Niklas Dorsch, calciatore tedesco (Lichtenfels, n. 1998)
- Niklas Espegren, calciatore norvegese (Oslo, n. 1988)
- Niklas Geyrhofer, calciatore austriaco (n. 2000)
- Niklas Gudmundsson, ex calciatore svedese (Trönninge, n. 1972)
- Niklas Gunnarsson, calciatore norvegese (Tønsberg, n. 1991)
- Niklas Hauptmann, calciatore tedesco (Colonia, n. 1996)
- Niklas Hedl, calciatore austriaco (Vienna, n. 2001)
- Niklas Kieber, calciatore liechtensteinese (n. 1993)
- Niklas Kreuzer, calciatore tedesco (Monaco di Baviera, n. 1993)
- Niklas Lomb, calciatore tedesco (Colonia, n. 1993)
- Niklas Moisander, calciatore finlandese (Turku, n. 1985)
- Niklas Pyyhtiä, calciatore finlandese (Turku, n. 2003)
- Niklas Sandberg, ex calciatore svedese (Stoccolma, n. 1978)
- Niklas Sandberg, calciatore norvegese (Sandnes, n. 1995)
- Niklas Schmidt, calciatore tedesco (Kassel, n. 1998)
- Niklas Stark, calciatore tedesco (Neustadt an der Aisch, n. 1995)
- Niklas Süle, calciatore tedesco (Francoforte, n. 1995)
- Niklas Tarvajärvi, ex calciatore finlandese (Tuusula, n. 1983)
- Niklas Tauer, calciatore tedesco (Magonza, n. 2001)
- Niklas Thor, calciatore svedese (Vetlanda, n. 1986)
- Niklas Ødegård, calciatore norvegese (Hollingen, n. 2004)

## Cestisti(3)
- Nik Caner-Medley, ex cestista statunitense (Beverly, n. 1983)
- Niklas Geske, cestista tedesco (Dortmund, n. 1994)
- Niklas Kiel, ex cestista tedesco (Herford, n. 1997)

## Chitarristi(3)
- Nicholaus Arson, chitarrista svedese (Fagersta, n. 1977)
- Kvarforth, chitarrista e cantante svedese (Halmstad, n. 1983)
- Niklas Sundin, chitarrista svedese (Svezia, n. 1974)

## Ciclisti su strada(4)
- Niklas Axelsson, ex ciclista su strada svedese (Västerås, n. 1972)
- Niklas Eg, ex ciclista su strada danese (Kibæk, n. 1995)
- Niklas Larsen, ciclista su strada e pistard danese (Slagelse, n. 1997)
- Niklas Märkl, ciclista su strada e ciclocrossista tedesco (Queidersbach, n. 1999)

## Combinatisti nordici(1)
- Niklas Malacinski, combinatista nordico statunitense (Steamboat Springs, n. 2003)

## Discoboli(1)
- Niklas Arrhenius, discobolo e pesista svedese (Provo, n. 1982)

## Fondisti(2)
- Niklas Dyrhaug, fondista norvegese (n. 1987)
- Niklas Karlsson, ex fondista svedese (n. 1980)

## Giocatori di football americano(4)
- Niklas Fengler, giocatore di football americano tedesco
- Niklas Gustav, giocatore di football americano tedesco (Amburgo, n. 1996)
- Niklas Johansson, giocatore di football americano svedese
- Niklas Römer, ex giocatore di football americano tedesco (Dormagen, n. 1988)

## Hockeisti su ghiaccio(8)
- Niklas Andersson, ex hockeista su ghiaccio svedese (Kungälv, n. 1971)
- Niklas Bäckström, hockeista su ghiaccio finlandese (Helsinki, n. 1978)
- Niklas Eriksson, ex hockeista su ghiaccio svedese (Västervik, n. 1969)
- Niklas Hagman, hockeista su ghiaccio finlandese (Espoo, n. 1979)
- Niklas Hjalmarsson, hockeista su ghiaccio svedese (Eksjö, n. 1987)
- Niklas Kronwall, ex hockeista su ghiaccio svedese (Stoccolma, n. 1981)
- Niklas Nordgren, ex hockeista su ghiaccio svedese (Örnsköldsvik, n. 1979)
- Niklas Persson, ex hockeista su ghiaccio svedese (Ösmo, n. 1979)

## Imprenditori(1)
- Niklas Zennström, imprenditore e filantropo svedese (Järfälla, n. 1966)

## Multiplisti(1)
- Niklas Kaul, multiplista tedesco (Magonza, n. 1998)

## Pallamanisti(1)
- Niklas Landin Jacobsen, pallamanista danese (Søborg, n. 1988)

## Piloti motociclistici(1)
- Niklas Ajo, pilota motociclistico finlandese (Valkeakoski, n. 1994)

## Politici(1)
- Niklas Nienaß, politico tedesco (Marl, n. 1992)

## Rapper(1)
- Niello, rapper svedese (Malmö, n. 1987)

## Sciatori alpini(4)
- Niklas Henning, ex sciatore alpino svedese (Stoccolma, n. 1964)
- Niklas Köck, ex sciatore alpino austriaco (n. 1992)
- Niklas Nilsson, ex sciatore alpino svedese (n. 1970)
- Niklas Rainer, sciatore alpino svedese (Falun, n. 1983)

## Sciatori freestyle(1)
- Niklas Bachsleitner, sciatore freestyle tedesco (Garmisch-Partenkirchen, n. 1996)

## Scrittori(2)
- Niklas Frank, scrittore e giornalista tedesco (Monaco di Baviera, n. 1939)
- Niklas Natt och Dag, scrittore svedese (Stoccolma, n. 1979)

## Snowboarder(1)
- Niklas Mattsson, snowboarder svedese (Sundsvall, n. 1992)

## Sociologi(1)
- Niklas Luhmann, sociologo e filosofo tedesco (Luneburgo, n. 1927 - Oerlinghausen, † 1998)

## Zoologi(1)
- Niklas Westring, zoologo e aracnologo svedese (Göteborg, n. 1797 - Göteborg, † 1882)